# 洛伦·卡彭特
洛伦·C·卡彭特（Loren C. Carpenter，1947年2月7日—）是一个美国计算机科学家，皮克斯创始人之一，皮克斯首席科学家，PRMan的主要作者之一，Reyes渲染架构的共同作者。迪士尼收购皮克斯后，他成为迪士尼研究院的高级研究科学家。
1980 年，当他在波音公司工作时，在 SIGGRAPH 上展示了一段两分钟的动画，名为 Vol Libre，内容是一块复杂的分形地貌环境，由计算机程序生成。这个短片让他受到艾德文·卡特姆和埃尔维·雷·史密斯的注意，从而加入卢卡斯影业的计算机部门。短片中的技术被用在了科幻片《星际迷航2：可汗之怒》中，用于生成一个星球的分形地貌。他和夫人 Rachel 创立了Cinematrix ，一个研究计算机辅助视听互动的公司。
他发明了A-buffer隐面判别算法。
工业光魔的OpenEXR文件格式的PXR24压缩方式是基于卡彭特的工作。
2006年，他改进了著名的马特赛特旋转演算法——一种伪随机数生成算法。
他是 Charles Schmidt 的侄孙，Charles Schmidt 是漫画 Sgt. Pat of Radio Patrol 的创作者，该漫画是在 30 年代和 40 年代发行。

## 教育背景
1974 年获得华盛顿大学数学专业学士学位。
1976 年获得计算机科学与工程专业硕士学位。

## 荣誉
- 1985年，ACM SIGGRAPH 计算即图形学成就奖。
- 1992年，由于开发和研究 RenderMan 而对电影行业做出的贡献，获得电影学院科技进步奖章。
- 1994年，因为作品 Kinoetic Evolution，获得电子艺术大奖评判委员会评选的互动艺术类优秀奖。
- 1995年，成为美国计算机协会成员。
- 2000年，奥斯卡科技成果奖。[5]

## 论著
- 洛伦·卡彭特， 《A -buffer，支持反走样的隐面判别方法》，ACM Siggraph 计算机图形学，1984年，第18卷，第3节，103-108页。
- 罗伯特·库克，洛伦·卡彭特，艾德文·卡特姆，《Reyes图像渲染架构》，计算机图形学 （1987 年 SIGGRAPH 论文），95-102页。
- 罗伯特·库克，托马斯·K·波特，洛伦·卡彭特，《分布式光线追踪》，ACM Siggraph 计算机图形学，1984年，第18卷，第3节，137-145页。